# Tentaculita
I tentaculiti (Tentaculita, Boucek, 1964) sono un enigmatico gruppo di animali estinti, forse appartenenti ai molluschi, vissuti tra il Cambriano medio e il Devoniano superiore (520-345 milioni di anni fa). Sono noti principalmente in sedimenti dell'Europa e del Nordamerica. Prendono il nome dal genere Tentaculites (Von Schlotheim, 1820).

## Descrizione
I resti fossili dei tentaculiti sono costituiti da piccole strutture calcaree allungate, simili a conchiglie quasi aghiformi. Queste strutture erano diritte, coniche, chiuse e appuntite a una delle due estremità. Lungo tutta la superficie esterna della conchiglia erano presenti delle coste che avvolgevano l'intero diametro. In alcuni generi queste coste erano poste l'una vicina all'altra, mentre in altri erano più distanziate ed evidenti. Alcuni esemplari conservano le parti molli, e tra di esse sono visibili chiaramente una struttura simile a un sifone e dei tentacoli.
Le conchiglie, in generale, erano di piccole dimensioni e non superavano i 4 centimetri di lunghezza. La specie Tentaculites gyracanthus, una delle più note, era lunga in media due centimetri.

## Classificazione
Questi organismi non sembrano assomigliare ad alcun animale noto; alcuni studiosi li ritengono imparentati con i molluschi, a causa di presunte affinità con le conchiglie di alcuni gasteropodi. Altre ricerche dimostrerebbero che i tentaculiti potrebbero essere stati imparentati con i cefalopodi, a causa di una simile organizzazione del sifone e dei tentacoli. L'enigma, in ogni caso, è lungi dall'essere risolto: altri resti di tentaculiti mostrerebbero maggiori somiglianze con le conchiglie dei brachiopodi.

## Fossili e habitat
I fossili di tentaculiti sono particolarmente abbondanti i rocce del Siluriano e del Devoniano; in alcuni depositi, infatti, le loro conchiglie costituiscono la quasi totalità delle rocce. I tentaculiti sono considerati animali bentonici, che vivevano ancorati sul fondale di acque poco profonde; probabilmente erano organismi sospensivori, che si cibavano cioè di particelle organiche presenti nell'acqua. 

## Ritrovamenti italiani
In Italia sono noti e comuni i tentaculiti Dacryoconarida, di minori dimensioni, nel Devoniano inferiore della Sardegna Sud-occidentale e delle Alpi Carniche con i generi Nowakia (Gurich, 1896, Richer, 1854) e Paranowakia (Boucek, 1964).